# Faro di Bozburun
Il Faro di Bozburun (in turco Bozburun Feneri) è un faro situato sul Mar di Marmara, nel distretto di Armutlu della provincia di Yalova, in Turchia.

## Posizione
Il faro si trova nella prima sezione del distretto, Bozburun, da cui prende il nome. È stato protetto con la decisione n. 1015 del 5 agosto 2009 del Consiglio Regionale di Kocaeli per la Protezione del Patrimonio Culturale e Naturale.

## Storia
Il faro è stato costruito sul sito dello storico Tempio di Poseidone a Bozburun, conosciuto anche come Capo Nettuno a causa del tempio ivi eretto in onore del dio. Precedentemente il capo era conosciuto come Capo Posidio. Si tratta di una struttura che ha iniziato a funzionare nel 1880 circa come avvisatore acustico in caso di nebbia e che è stata convertita in un faro nel 1926. Il faro è stato sottoposto a una profonda ristrutturazione nel 1957, e durante il processo di riparazione è stato spento e al suo posto è stata utilizzata una lanterna ad acetilene. Esistono testimonianze del 1926 circa l'esistenza di una rosa dei venti situata in cima al faro.
L'edificio è stato affittato per 10 anni nel 2009 a seguito della gara d'appalto indetta dalla Direzione Generale della Sicurezza Costiera volta ad aprire i fari al turismo e alla loro valorizzazione economica.

## Specifiche tecniche
L'altezza della torre è di 9 metri e la struttura si trova a 77 metri sul livello del mare. Accanto al faro si trova anche un alloggio per il personale, costituito da due volumi collegati tra loro.